# Matjaž Ivanišin
Matjaž Ivanišin, slovenski filmski režiser, scenarist in direktor fotografije, * 1981, Maribor
Večinoma se posveča dokumentarnemu filmu, ki po njegovih izkušnjah zahteva več truda od igranega, saj se mora njegov avtor ukvarjati tudi s snemanjem, montažo, organizacijo in financami.
Snema na filmski trak. Po treh dokumentarcih je bil Oroslan njegov prvi igrani film.

### Začetki
Udejstvoval se je pri Malem odru (Prvem odru) Prve gimnazije Maribor pod mentorstvom Jerneja Lorencija. Leta 2000 se je vpisal na študij filmske in televizijske režije na AGRFT, ki ga je dokončal leta 2007.

## Zasebno
Njegov oče je bil snemalec, mama pa psihologinja. Njegovo dekle je igralka Maruša Majer, s katero ima dve hčeri. Njegova sestra je igralka Nina Ivanišin.

## Nagrade in priznanja
- 2020: Priznanje Franceta Benka za izjemne dosežke na področju filmske kulture v letu 2019 (Društvo za širjenje filmske kulture KINO!, Ljubljana)[8]
- 2020: Glazerjeva listina Mestne občine Maribor • za scenarij in režijo filma Oroslan[9]
- 2020: Nagrada Prešernovega sklada 2021 • za scenarij in režijo filma Oroslan[10]

### Štigličev pogled
- 2015: za režijo filma Karpopotnik
- 2018: za režijo filma Playing Men
- 2020: za režijo filma Oroslan

### Festival slovenskega filma
- 2006: nagrada Infofilm za študentski film • Quick View
- 2013: vesna za scenarij • Karpopotnik
- 2017: vesna za dokumentarni film • Playing Men
- 2017: vesna za posebne dosežke • Vsaka dobra zgodba je ljubezenska zgodba